# Paul Rouvière
Pour les articles homonymes, voir Rouvière.
Paul Gabriel Arsène Marie Rouvière, né à Saint-Mandé (département de la Seine) le 11 octobre 1906 et mort à Metz (département de la Moselle) le 12 septembre 1939, est un architecte français.
Il est le fils de Joseph Jean Baptiste Rouvière (° 1863), architecte, et de Louise Courtois (° 1871), sans profession .

## Formation académique
Paul Rouvière suit les cours de l'École des Beaux-arts à Paris. Il est élève de Lucien Demenais,, puis de Gabriel Héraud. Il est admis en 2e classe le 16 mars 1927 (avec 594 points). Il passe en 1re classe le 16 juillet 1929.
Ses résultats sont très satisfaisants, l'élève obtenant la 3e médaille en géométrie descriptive le 31 mars 1928 ; la 2e médaille en construction ; le 2e prix Daubourg (à titre français). Il sort diplômé le 4 juin 1935 au sein de la 160e promotion, avec la mention bien pour Un monastère de religieuses dans la région parisienne.

## Carrière fulgurante

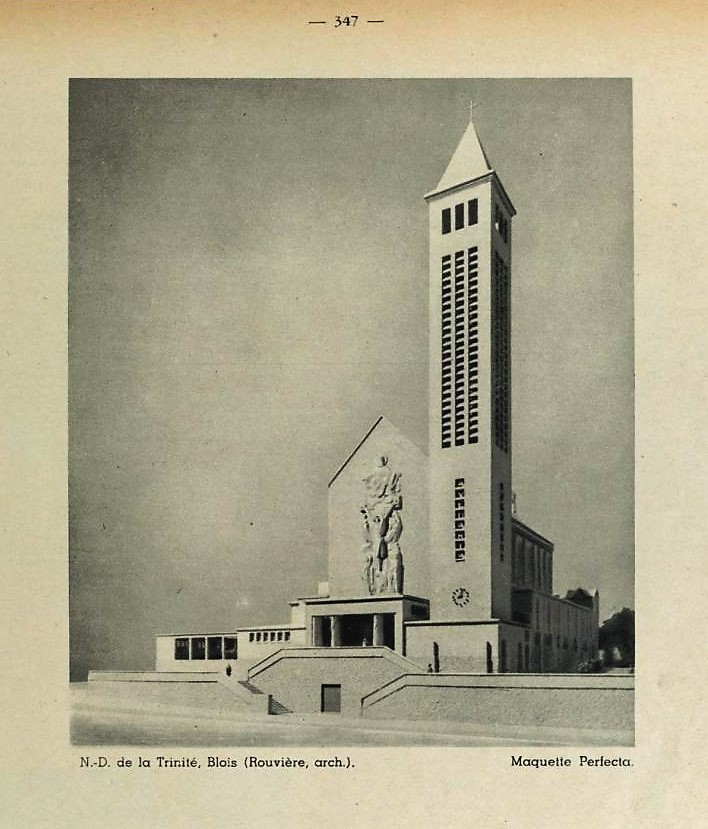
Maquette de la basilique de Blois - 1938.

Il est membre de l'Association des élèves et anciens élèves de l'École nationale supérieure des beaux-arts ou Grande Masse de l'École des beaux-arts en 1932. Inscrit à la société des architectes diplômés par le Gouvernement (SADG), on le retrouve architecte à Paris, 6e arrondissement, entre 1935 et 1938.
Après avoir réalisé trois œuvres, toutes en relation avec l'art sacré, qui augurent une carrière prometteuse , il se trouve rappelé sous les drapeaux en 1939 en qualité de lieutenant. Il est affecté au 160e régiment d'infanterie de Forteresse dont la mission des tout premiers jours du conflit est de participer à l'offensive française en Sarre au cours de laquelle le combat de Ludweiler, le 9 septembre 1939, lui est fatal. 
Gravement blessé par les mines allemandes, il décède à l'hôpital militaire de Metz le 12 septembre 1939.
Il est nommé chevalier de la Légion d'honneur à titre posthume par décret du 19 mars 1940. Une lettre en avise son épouse, qui se trouve à Chouzy-sur-Cisse, le 6 avril 1940 . Son nom figure sur le monument aux morts de cette commune.

## Famille
Paul Rouvière est marié à Suzanne Onfray (fille de René Onfray, médecin dans l'Orne, à Flers) le 17 mai 1932. Un faire-part annonce la naissance de leur cinquième enfant, une fille prénommée Odile, née posthume (Le Figaro du 21 janvier 1940).

## Distinctions
- Chevalier de la Légion d'honneur (1940).

## Réalisations
- Église Saint-Bruno d'Issy-les-Moulineaux (Hauts-de-Seine) de 1936[7], la 89e œuvre des Chantiers du Cardinal, dédiée à saint Bruno en souvenir de la présence des Chartreux à Issy.

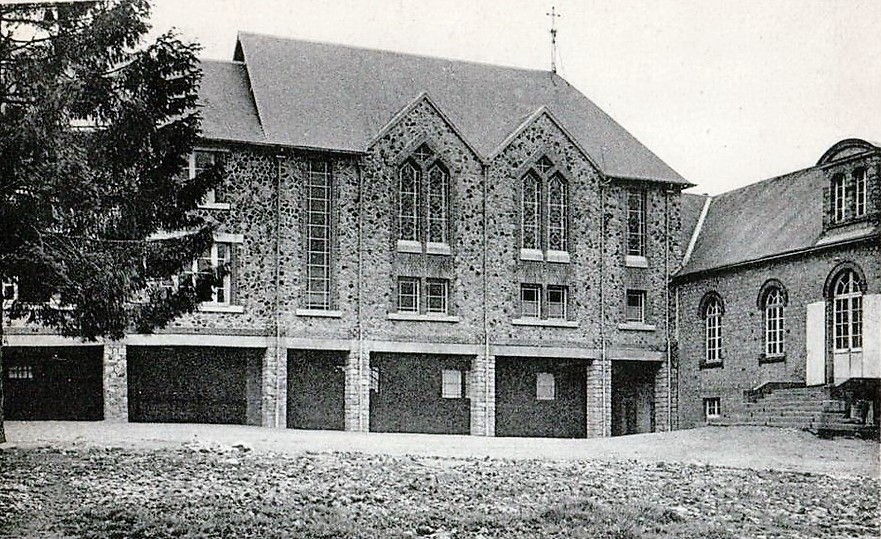
Chapelle du collège à Domfront - 1935.

- Le pensionnat du Sacré-Cœur à Domfront : agrandissement en 1933-1935 [8].
En 1933, le directeur, l'abbé Bazin, soutenu par l'archiprêtre, l'abbé Dutertre, retient pour une extension du pensionnat l'architecte parisien comme maître d'œuvre.
En 1935, le pavillon de la chapelle et quatre chambres sont achevés. La chapelle a été construite au-dessus du préau. L'architecte est toujours Paul Rouvière.
L'intérieur de la chapelle est rose pour donner de la joie, les vitraux sont l'œuvre de Louis Barillet, qui le recommandera au père Clovis de Provins pour le projet de Blois.
Le chemin de croix est l'œuvre d'André Mériel-Bussy en 1938, qui se voit confier l'aménagement du chœur de la chapelle tandis que Camille Debert († 1935) a réalisé la statue de sainte Thérèse.
Le 7 mai 1936, Mgr Pasquet vient bénir la chapelle de l'école. De nombreuses personnalités sont présentes, dont le député Roulleaux-Dugage, fraîchement réélu député.

- Basilique Notre-Dame-de-la-Trinité de Blois (Loir-et-Cher) pour la période de 1935 à 1939, à la suite de l'éviction de Charles-Henri Besnard. Paul Rouvière achève le gros œuvre dès 1938 si bien que la revue l'Art Sacré[9], y consacre son numéro du mois de décembre [10]. À la mort de Rouvière en 1939, il faut attendre la fin de la guerre pour l'achèvement de la décoration intérieure par Yves-Marie Froidevaux.
- Le couvent et la chapelle des Sœurs auxiliatrices de la charité de Concy à Yerres (1936). L'Architecture d'aujourd'hui de 1938 y consacre un article[11]. Quatre baies vitraillées sont visibles de la rue.